# Moray (3D-programma)
Moray is een computerprogramma voor het ontwerpen van 3D-computergraphics. Het programma is speciaal bedoeld om samen te werken met POV-Ray. Moray zorgt voor een grafische omgeving waarin voorwerpen geplaatst en ontworpen kunnen worden. Het resulterende grafische plaatje wordt door POV-Ray berekend.
Het programma is niet gratis. Er kunnen ook plugins aan toegevoegd worden voor speciale effecten (zoals rook, sneeuw, bomen, een sterrenhemel, etc.)